# Виконтство Осона
Вико́нтство Осо́на (кат. Vescomtat d'Osona) — феодальное владение, существовавшее на территории графства Осона во второй половине IX—середине XI веков.

## История
Первым виконтом Осоны, о котором известно из исторических источников, был Франко́ — вассал графа Барселоны Вифреда I Волосатого, который упоминается в сентябре 879 года как лицо, которому граф поручил наблюдать за строительством новых поселений в Рипольесе. Возможно, он является одним лицом с тем Франко, который вместе со своей женой Сиснандой подписал несколько хартий в первой трети X века (последняя из них датирована 29 мая 929 года), или с виконтом Нарбонны Франконом II, умершим в 924 году. Неизвестно, когда Франко лишился титула виконта Осоны, но в 900-х—910-х годах этот пост уже занимал Эрмемир I (умер в 916 или не ранее 14 сентября 929 года). Он впервые упоминается в хартии от 22 мая 902 года. Являясь одним приближённейших лиц к графу Вифреду II Барселонскому, Эрмемир в 911 году в завещании графа был объявлен одним из его душеприказчиков. Ряд историков считают его возможным родоначальником династии виконтов Осоны, более известной по своему позднему названию — династия Кардоны. О следующих виконтах Осоны почти ничего не известно: виконт Гуадаль I упоминается в хартии, датированной 938 годом, виконт Одегари — в хартии 956 года. К этому времени владения виконтов занимали довольно обширные территории в приграничных с маврами областях графства Осона.
К 963 году относятся первые свидетельства исторических источников о новом виконте Осоны Гуадале II. Его родственные связи с предыдущими виконтами точно не установлены, но предполагается, что он мог быть сыном Эрмемира I. Одним из его братьев был епископ Урхеля Гисад II, другим — Трасоари. Также родственницей Гуадаля II была Рихарда, супруга Саллы, одного из членов семьи виконтов Конфлана. Гуадалю II в 978 году наследовал его сын, виконт Эрмемир II. Он был одним из вернейших вассалов графа Барселоны Борреля II. В апреле 986 года Эрмемир получил от графа в собственность недавно построенный замок в местечке Кардона, ставший резиденцией виконтов Осоны. По случаю передачи замка Боррель II выдал Эрмемиру и жителям Кардоны фуэро — первый подобный документ в Каталонии, текст которого сохранился до наших дней. Эрмемир II умер в 993 или в 1009 году, не оставив детей.
Новым виконтом Осоны стал Рамон I, второй сын Гуадаля II, основатель монастыря Сан-Пере-де-Кассеррес, умерший в 1010 или в 1015 году. Ему наследовал его старший сын Бермон, известный и как покровитель христианской Церкви (он основал большое аббатство Сан-Пере-де-Кардона), и как захватчик церковного имущества (в 1022 году действия виконта были осуждены поместным собором, состоявшимся в Нарбонне). Бездетный виконт Бермон скончался в 1029 году, передав власть над виконтством своим младшим братьям, Фолку I и Эрибо. После того как бывший священником Эрибо получил в 1036 году сан епископа Урхельского, он отказался от своей доли в управлении виконтством. Его брат, Фолк I, был убит неизвестными в 1040 году.  Виконтство Осона наследовал сын Фолка I, виконт Рамон Фолк I, сначала сторонник графа Барселоны Рамона Беренгера I, а затем один из лидеров противников его сына Беренгера Рамона II. Продав в 1057 году свой родовой замок Кардона графу Барселоны и перенеся свою деятельность на территории, находящиеся вне графства Осона, Рамон Фолк I отказался от использования титула виконт Осоны. С 1062 года в документах он начинает употреблять титул виконт Кардоны, который окончательно закрепился за членами семьи уже при его ближайших приемниках.
Список виконтов Осоны
- Франко́ (упоминается в 879)
- Эрмемир I (не позднее 902—до 916 или не ранее 929)
- Гуадаль I (упоминается в 938)
- Одегари (упоминается в 956)
- Гуадаль II (963—978)
- Эрмемир II (978—993/1009)
- Рамон I (993—1010 или 1009—1015)
- Бермон (1010/1015—1029)
- Фолк I (1029—1040)

- Эрибо (1029—1035)

- Рамон Фолк I (1040—1086; с 1062 — первый виконт Кардоны)

## Краткое родословие виконтов Осоны
I. Эрмемир I — виконт Осоны (не позднее 902—до 916 или не ранее 929). Браки: 1. Гинидильда (упоминается в 902); 2. Эмма (упоминается в 926)
II. Гуадаль II (умер в 978) — виконт Осоны (963—978). Брак: Эрметруда (947—1005)
III. Эрмемир II (умер в 993 или 1009) — виконт Осоны (978—993/1009)
III. Рамон I (умер в 1010 или 1015) — виконт Осоны (993—1010 или 1009—1015). Брак: Енгунсия (умерла в 1062)
IV. Бермон (умер в 1029) — виконт Осоны (1010/1015—1029)
IV. Эрибо (умер 23 декабря 1040) — совиконт Осоны (1029—1035), епископ Урхеля (1036—1040)
IV. Фолк I (убит в 1040) — виконт Осоны (1029—1040). Брак: Гисла (Гизела)
V. Рамон Фолк I (погиб в 1086) — виконт Осоны (1046—1086), первый виконт Кардоны (1062—1086). Брак: Эрмессенда 
далее виконты Кардоны
III. Арнульф (умер в 1010) — архидиакон (985—992), епископ Вика (992—1010), аббат монастыря Сан-Фелиу-де-Жерона (992—1010)
II. Гисад II (умер после 1 июля 978) — епископ Урхеля (942—978)
II. Трасоари (умер после 997) — брак: Гисла (Гизела) (умерла после 997)
III. Сендред Домнус (ранее 984—не ранее 1020) — брак: Гарсенда (ранее 1003—не ранее 1020)
IV. Гильем (умер в 1020)
IV. Гуадаль Домнус (умер в 1035) — архидиакон (1018—1029), епископ Барселоны (1029—1035). Брак: Сикарда (упоминается в 1026)
III. Гуадаль (умер в 1018) — неканонический епископ Вика (972—998 и 1011—1018)